# Dieffenbachia amoena
Dieffenbachia amoena é uma espécie da planta da família Araceae e do gênero Dieffenbachia.Conhecida popularmente como Comigo-ninguém-pode.
Espécie nativa da Colômbia e da Costa Rica.